# 什皮利 (蘇梅區)
51°13′32″N 34°28′6″E / 51.22556°N 34.46833°E
什皮利（烏克蘭語：Шпиль）是位於烏克蘭東北部的村莊，由蘇梅州蘇梅區的比洛皮利亞市鎮負責管轄。該村處於巴甫利夫卡河右岸，距離沃爾菲內1公里，海拔高度179米，2001年人口69。